# 廣岡舞
廣岡 舞（ひろおか まい・1986年8月25日 - ）は、岐阜県出身のレースクイーン。スタイルコーポレーションに所属していたが、現在は退所している。

## 人物
- 趣味：カラオケ、ショッピング
- 特技：ピアノ
- 好きな色：白、ピンク、パープル
- 秘書検定3級、医療事務検定2級の資格を持つ。

## 主な活動

### レースクイーン
- 2008年：スーパー耐久 ings SUPER RACE QUEEN[1]
- 2009年：KUMHO ECSTA GAL（SUPER GT）